# 上町 (宇部市)
上町（うえまち）は山口県宇部市の地名。上町一丁目と上町二丁目が設置されている。住居表示施行地域。人口は607人。郵便番号は755-0051（宇部郵便局管区）。 

## 地理
宇部市の中心市街地に位置する。北側に宇部線、南側に西本町および中央町、東側に松島町が接する。地域内は商業地域となっており、地区の東端にある宇部新川駅を中心にビジネスホテルや飲食店等が立地する。宇部新川駅の西側には宇部警察署新川交番があり、周囲は駐輪場となっている。上町は新川地区と鵜の島地区にまたがっており、中央部を通る市道によって分けられている。
町域内全域が全域が宇部市都市計画新川駅西土地区画整理事業の事業区域（施工者は宇部市、事業区域合計5.7ha）であり、1968年（昭和43年）から1980年（昭和55年）にかけて街路や公園が整備された。なお、この事業と同時に小串土地区画整理事業の第6工区が施工されている。

## 交通

### 鉄道
- JR西日本宇部線 - 宇部新川駅

### バス
- 宇部市交通局 「宇部新川駅」バス停

## 施設
- 宇部警察署新川交番
- 山口銀行西新川支店
- 宇部記念病院
- YICビジネスアート専門学校